# 多尼芬鎮區 (密蘇里州里普利縣)
多尼芬鎮區（英語：Doniphan Township）是位於美國密蘇里州里普利縣的一個行政鎮區。

## 地方資料
多尼芬鎮區的面積為171.40平方千米，當中陸地面積為169.84平方千米，而水域面積為1.56平方千米。根據2020年美國人口普查的數據，當地共有人口4656人，而人口密度為每平方千米27.16人。